# Brug 2400

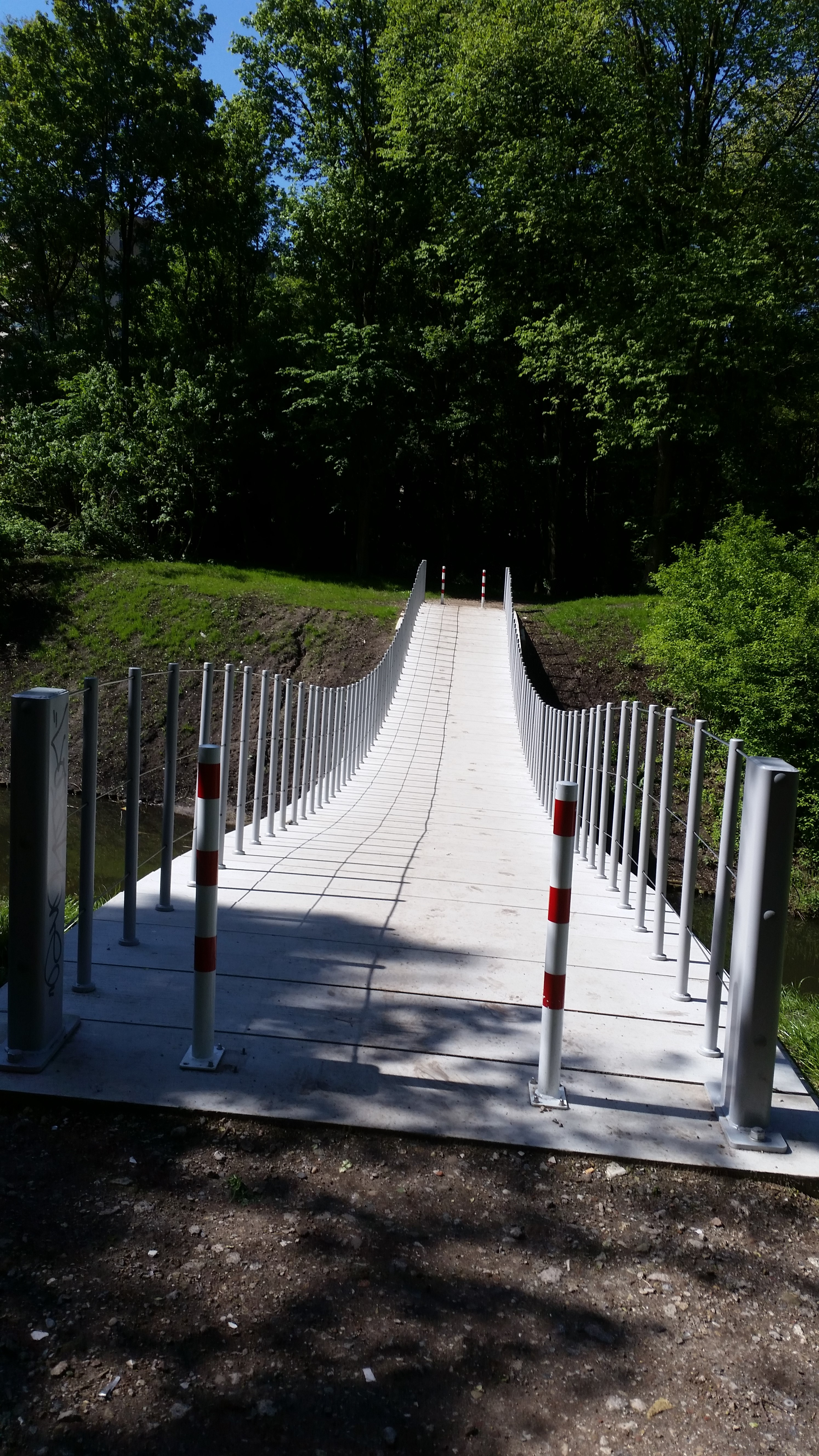
Hangbrug (mei 2018)

Brug 2400 is een kunstwerk in Amsterdam Nieuw-West. De term kunstwerk kan hier uitgelegd worden in zowel de kunstzinnige en bouwkundige betekenis. De brug is weliswaar van beton, maar heeft de vorm van een touwbrug.

## Geschiedenis
De brug is gelegen over de watergang die het Rembrandtpark van noord naar zuid doorsnijdt. Het zuidelijke deel van dat park, gelegen in het vak ten noorden van de Cornelis Lelylaan en ten oosten van kantoorgebouw Ringpark is een relatief rustig deel van het park; het is alleen toegankelijk voor voetgangers. Het deel werd in de jaren nul van de 21e eeuw onderwerp van discussie tussen bestuurders en bewoners van de nabijgelegen wijk. In die jaren werd op het terrein van het voormalige Andreas Ziekenhuis (op de tekentafel van Cornelis van Eesteren nog onderdeel van het park ten zuiden van de Cornelis Lelylaan) de woonwijk Andreas Ensemble aangelegd. De bestuurders vonden het noodzakelijk dat voor die nieuwe wijk een verkeersafslag beschikbaar moest komen. Deze afslag was gepland ten westen van de brug 386 over de Westlandgracht. De bewoners aangevoerd door de Vrienden van het Rembrandtpark verzetten zich tegen dat plan, dat ook de kap van een flink aantal bomen tot gevolg zou hebben. Na jaren van getouwtrek werd uiteindelijk besloten, dat de afslag niet nodig was. De verbinding met de Cornelis Lelylaan werd verschoven naar het westen ter hoogte van het Station Amsterdam Lelylaan middels de Willem Frogerstraat.
Wat wel werd aangelegd was de verlenging van de eerder genoemde waterweg. Deze had eerst haar uitgang vanuit de vijver achter het Ringpark-gebouw, maar dat terrein werd volgebouwd. Een stroompje in het oosten werd vervolgens uitgegraven en verlengd en onder de Cornelis Lelylaan doorgetrokken. Om dat mogelijk te maken kwam er een nieuwe brug in de Cornelis Lelylaan (zie brug 386). Voorts werd het terrein toegankelijker gemaakt. Een houten brug (waarschijnlijk vanuit de begintijd) werd vervangen door een eenvoudige duiker brug 2401. Verder naar het zuiden kwam de eerste betonnen hangbrug van Nederland.

## Brug
De aanleg en bouw van de brug was ingewikkeld. De bodem van het Rembrandtpark is drassig, zodat de constructie daarop aangepast moest worden. Normaliter krijgen de landhoofden in Amsterdam paalfunderingen van hout of beton. Echter dit soort fundering was hier niet geschikt, de horizontale trekkracht van de brug (eenvoudig gezegd het gewicht van de brug) is hier relatief groot. Bovendien verandert die horizontale trekkracht zodra een of meerdere personen de brug oplopen, wijzigt verder tijdens de bewegingen en vermindert als men de brug verlaat. De oplossing werd gevonden door de landhoofden te verankeren met horizontaal liggende ankerstangen, die op hun beurt vastzitten aan tien verticaal ingegraven betonnen ankerplaten van 200 bij 200 bij 35 cm in een bed van geogrid. Er mag in verband daarmee rondom de brug niet gegraven worden. Tussen de landhoofden werden twee stalen strips gehangen (een trekband) waarop 58 betonnen dekplaten met een antisliplaag kwamen te liggen. In de dekplaten zijn uitsparingen gemaakt, zodat op die platen en staanders van de staaldraadleuningen konden worden gemonteerd. Voor de overspanning van negentien meter moest een bruglengte van 29 meter aangehouden worden. De brug was al jaren eerder ontworpen door een landschapsarchitect, maar tussen 2014 en 2017 bleef het ontwerp op de plank liggen.
Dat de brug in een relatief rustig deel van het park kwam te liggen werd tijdens de bouw duidelijk. Een paartje ijsvogels had ter plaatse een nest gebouwd, de bouw werd tot voorzomer 2017 opgehouden.
2400 · 2401 · 2402 · 2403 · 2404 · 2405 · 2406 · 2407 · 2408 · 2409 ·  2410 · 2411 · 2412 · 2413 · 2414 · 2415 · 2421 · 2422 · 2423 · 2424 · 2425 · 2426 · 2427 · 2428 · 2429 · 2430 · 2431 · 2432 · 2433 · 2434 · 2435 · 2436 · 2437 · 2438 · 2439 · 2441 · 2451-2453 · 2454 · 2455 · 2456 · 2457 · 2459 · 2461 · 2462 · 2468 · 2469 · 2470 · 2471 · 2472 · 2473 · 2474 · 2475 · 2476 · 2477 · 2478 · 2480 · 2481 · 2482 · 2483 · 2484 · 2485 · 2486 · 2487 · 2488 · 2489 · 2490 · 2491 · 2492 · 2493 · 2494-2499
Brugnummers 2416, 2417, 2418, 2419, 2420, 2441, 2442, 2443, 2444,  2445, 2446, 2447, 2448, 2449, 2450, 2458, 2460, 2463, 2464, 2465, 2466, 2467, 2479 zijn niet vergeven.